# Berlász Jenő
Berlász Jenő (Budapest, 1911. augusztus 28. – Budapest, 2015. december 6.) történész, könyvtáros, levéltáros. Berlász Piroska (1940) könyvtáros és Berlász Melinda (1942) zenetörténész apja.

## Életútja
Berlász János és Berényi Rozália (1889–1958) gyermekeként született. Felsőfokú tanulmányait a Pázmány Péter Tudományegyetem történelem–földrajz szakán folytatta. A mesterének vallott Domanovszky Sándoron kívül Szekfű Gyula, Mályusz Elemér, Szentpétery Imre és Lukinich Imre is tanította. Bölcsészdoktori oklevelét 1936-ban vehette kézhez.
1936–1937-ben a bécsi Magyar Történetkutató Intézet ösztöndíjasaként kutatott. 1937–1938-ban és 1940–1941-ben a Magyar Országos Levéltár, 1938 és 1940 között az Országos Széchényi Könyvtár gyakornoka volt. Itt részt vett az Egyetemes tizedes osztályozás bevezetésében. 1942-től 1947-ig a Teleki Pál Tudományos Intézet Magyar Történettudományi Intézetének tisztviselőjeként működött. 1943 és 1948 között előbb magántanárként, majd 1947-től professzorként újkori magyar gazdaságtörténetet adott elő a József Nádor Műszaki és Gazdaságtudományi Egyetem Közgazdaságtudományi Karán. (Közben 1943–1944 folyamán a Századok helyettes szerkesztője, 1945 és 1947 között szerkesztője volt, és ő szerkesztette az 1948-as betiltott kötetet is.) Eltávolítása után 1948-tól 1957-ig a Magyar Tudományos Akadémia Könyvtára Kézirattárát vezette. Mivel az 1956-os forradalom idején az intézmény forradalmi bizottságának tagjaként leállíttatta a káderanyagok megsemmisítését, innen is elbocsátották. Ezután 1976-os nyugalomba vonulásáig a Széchényi Könyvtár kézirattárosaként, tudományos főmunkatársaként, 1969-től történészreferenseként tevékenykedett.
1986-ban megkapta a történettudományok doktora fokozatot.

## Munkássága
Történészként elsősorban újkori magyar gazdaság-, társadalom- és művelődéstörténeti tanulmányokat publikált, de nemzetiségtörténeti munkái is megjelentek. Részt vett a nemzeti könyvtár latin nyelvű kéziratainak katalogizálásában. Könyvtártörténeti tárgyú írásai is jelentősek; feldolgozta az OSZK történetét.

## Díjai, elismerései
- Szinnyei József-díj (1993)
- Magyar Örökség díj (1999)
- Bibliothecarius Emeritus (2000)
- Eötvös József-koszorú (2001)
- Ferencváros díszpolgára (2007)

Kilencvenedik születésnapja alkalmából tisztelői a Gazdaságtörténet – könyvtártörténet (Győr, 2001) című emlékkötet kiadásával köszöntötték.

## Főbb művei
- A Thurzó-birtokok a XVII. sz. első harmadában különös tekintettel a jobbágyság gazdasági helyzetére (Budapest, 1936)
- Az erdélyi úrbérrendezés problémái (1770–1780) (Budapest, 1942)
- A magyar jobbágykérdés és a bécsi udvar az 1790-es években (Budapest, 1942)
- A magyar gazdaság- és társadalomtörténetírás kialakulása (Budapest, 1944)
- Az Akadémiai Könyvtár múltja és jelene (Sz. Németh Máriával; Budapest, 1956)
- Az Akadémiai Könyvtár kézirattárának átalakulása (Budapest, 1957)
- Az erdélyi jobbágyság gazdasági helyzete a XVIII. században (Budapest, 1958)
- Kéziratok katalogizálása (Budapest, 1959)
- Dernschwam János könyvtára (Budapest, 1964)
- A pest-budai céhes ipar válsága és a Ferenc-kori céhszabályozás (Budapest, 1967)
- Könyvtári kultúránk a XVIII. században (Budapest, 1974)
- Jankovich Miklós könyvtári gyűjteményeinek kialakulása és sorsa (Budapest, 1975)
- Tájékoztató a kézirattári gyűjtőkörről, rendszerezésről és a kézirat-katalógusok sajtó alá rendezéséről (Budapest, 1975)
- A történettudományi tájékoztatás segédkönyvei (Budapest, 1975)
- Az Országos Széchényi Könyvtár története 1802–1867 (Budapest, 1981)
- Pavao Ritter-Vitezović az illírizmus szülőatyja. Magyar-horvát viszony a XVII–XVIII. század fordulóján (Budapest, 1986)
- Erdélyi jobbágyság, magyar gazdaság. Válogatott tanulmányok (szerk. Buza János, Meyer Dietmar; Budapest, 2010)